# Marietta Barovier
Marietta Barovier var en venetiansk glaskonstnär.
Hon tillhörde en familj med många medlemmar verksamma som glasmålare. Hon var dotter till Angelo Barovier och ärvde hans verkstad tillsammans med sin bror Giovanni Barovier 1460. Hon anges ha varit uppfinnaren av en pärla kallad venetiansk rosette eller chevronpärla (1480). 
Av fjorton glasmålare som finns dokumenterade bland det berömda glasmålarskrået i Murano mellan 1443 och 1517, är Elena de Laudo och Marietta Barovier de enda kvinnorna.   Ingen produkt som säkert kan identifieras som hennes har återfunnits.